# Juan Rafael Mora Porras
Juan Rafael Mora Porras (San José, Costa Rica, 8 de febrer de 1814 - Puntarenas, Costa Rica, 30 de setembre de 1860) va ser President de Costa Rica en quatre ocasions consecutives. A don Juanito, com l'anomenaven els costa-riquenys, per diferenciar-lo del seu parent i primer Cap d'Estat, don Juan Mora Fernández, se li reconeix el mèrit d'haver conduït al país a la victòria sobre els filibusters encapçalats per William Walker, en la Campanya Nacional de 1856-1857. Precisament, per aquesta campanya, l'Assemblea Legislativa de Costa Rica el va declarar "héroe y libertador nacional" el 16 de setembre de 2010.